# Мочарівка
Моча́рівка (рос. Мочаровка; рум. Mocearovca) — село в Григоріопольському районі в Молдові (Придністров'ї). Населення становить 240 осіб. Входить до складу Карманівської селищної ради.
Назва села походить від слова Мочар, так називали обмежені заболочені території які зʼявлялися час від часу на перезволожених чорноземах. Саме такому топкому місцю завдячує своєю назвою село Мочáрівка.
Село було засноване у 1921 році переселенцями з сусіднього села Шипка. Що змусило вісім заможних шипківських родин піти на одноосібні господарства ніхто не знає. Збереглися прізвища та імена перших переселенців, а саме: Василь і Наталія Чумаченко, Євтихій і Марія Димитренко,  Михайло й Спиридон Руснак, Дарина Булата. 
Спершу, переселенці власноруч викопали криниці, зорали землю на волах. Поля засіяли зерновими культурами, також тримали великі господарства птахів та великої рогатої худоби. Поступово в село почали переселятися й інші люди. З приходом колективізації, через малу кількість господарств, село Мочарівка обʼєднали в одне господарство з сусіднім селом Федосіївка. Так виник колгосп «Світанок».
Під час другої світової війни, село перебувало під Румунською окупацією. 
За спогадами старожила села: Квиташ Марії Тимофіївни. Відступаючи, румунські військові розікрали колгосп та обікрали селян.
Після війни, місцеві діти ходили вчитися до сусідніх сіл Павлівки та Карманового.
З 1991 року село перебуває під окупацією ПМР.
У селі діє пункт пропуску на кордоні з Україною Мочарівка—Павлівка.
Станом на 2004 рік у селі проживало 67,7% українців.